# 中村喜春
中村 喜春（なかむら きはる、1913年4月14日 - 2004年1月5日）は、随筆家・元新橋花街芸者。

## 生涯
1913年（大正2年）、山城町（現在の東京都中央区銀座7丁目）に生まれる。
1929年（昭和4年）、新橋の置屋の芸者となり、専門学校で英語を覚え「英語も話せる芸者」として名をはせる。1940年まで芸者を続け、外交官と結婚し、夫と共にインド カルカッタの総領事館へ赴任。太平洋戦争開戦に伴い収容所生活後、1942年（昭和17年）、竜田丸にて帰国、長男を出産するも離婚。
1956年（昭和31年）アメリカに渡り、晩年はニューヨークで過ごす。
1985年9月23日、自伝を元にNHK総合で単発ドラマ『江戸っ子芸者青春記』が放送された（本人役は荻野目慶子）
ニューヨークの自宅にて逝去。
なお、彼女の死後、日本で「偲ぶ会」が開かれた。

## 著書
- 江戸っ子芸者一代記（草思社、1983年9月10日／草思社文庫、2012年8月3日)
- 江戸っ子芸者一代記・戦後編（草思社、1984年7月1日／朝日新聞、1993年5月1日）
- 江戸っ子芸者一代記・アメリカ編（草思社、1987年6月1日／朝日新聞、1993年7月1日)
- あたしはアメリカが好き
- ああ情けなや日本(草思社、1985年6月)
- ひたむきな女たち
- いきな女たち
- いきな言葉、野暮な言葉
- 男と女の品定め
- ころし文句、わかれ言葉
- 喜春流味なことば(講談社、1997年9月)
- しつけのない国 しつけのできない人びと(海竜社、1998年発売)
- 忘れかけてるいい言葉 新橋芸者喜春姐さんの言伝て(小学館、2000年6月)

## CD
- 中村喜春と小唄メッセンジャーズ

## 写真展
・菊地艶寿写真展　「1995～1997　中村喜春　This is her life」